# 米科洛-古拉克
47°56′8″N 32°53′37″E / 47.93556°N 32.89361°E
米科洛-古拉克（烏克蘭語：Миколо-Гулак），是烏克蘭南部的村莊，隸屬尼古拉耶夫州的巴什坦卡區。該村始建於1865年，面積1.29平方公里，海拔高度134米，2001年人口772，人口密度每平方公里598.4人。